# La passió de viure
La passió de viure (títol original en anglès: The Music Lovers) és una pel·lícula britànic dirigida per Ken Russell i estrenada el 1971. Ha estat doblada al català.

## Argument
La pel·lícula descriu la vida de Piotr Ilitx Txaikovski.
Jove professor al Conservatori de Música de Moscou, Txaikovski dona el seu primer concert per a piano i orquestra davant una sala abarrotada d'estudiants, de professors i de melòmans. En l'acollida l'entusiasme reservat al compositor, Rubinstein, el director de l'establiment i mentor del jove, respon amb una severa crítica i formula consells que Txaikovski s'afanya a rebutjar. Tot i que pot perdre la seva feina, Txaikovski rep de Nedeshda Von Meck, una rica vídua que admira el seu talent, la concessió d'una renda perquè es dediqui exclusivament a la composició. La vídua es nega a trobar-se amb ell, però Piotr és obligat a enviar-li en primer lloc totes les seves composicions i a divertir-la amb una abundant correspondència.
Txaikovski té aviat una brillant carrera artística, però la seva vida privada es fa cada vegada més ambigua, ja que intenta reprimir les seves pulsions homosexuals. Està igualment obsessionat per la mort de la seva mare, víctima del còlera, que s'ha volgut cuidar gràcies a l'únic remei conegut en aquell temps i que ha mort doncs després d'haver estat submergida en un bany d'aigua bullent. Pertorbat per aquest record dolorós i inquiet d'haver d'amagar la seva orientació sexual llavors prohibida en Rússia, creu trobar una feliç solució casant-se amb l'aventurera Antonina Milioukova: una tria que resulta desastrosa quan descobreix que es tracta d'una nimfòmana que no pot satisfer.
Una vegada més la vídua Von Meck ve al seu socors, l'alberga a la seva casa de camp, on el compositor pot treballar en pau. Tanmateix, malgrat la celebritat ara guanyada, la seva dona Nina és tancada en un hospital psiquiàtric, Txaikovski rellisca en un pessimisme creixent. A poc a poc tots els seus amics, i fins i tot la seva mecenes, li giren l'esquena.
Malgrat la seva Simfonia núm. 6 «La Patètica», on el compositor tanca tota la seva desesperació i que dirigeix ell mateix amb un èxit ressonant, la seva vida se li ha fet insostenible. Un dia, beu conscientment aigua potable contaminada i contreu el còlera: mor sofrint el mateix suplici que la seva mare.

## Repartiment
- Richard Chamberlain: Piotr Ilitx Txaikovski
- Glenda Jackson: Antonina Milioukova
- Izabella Telezynska: Nadejda von Meck
- Max Adrian: Nikolai Rubinstein
- Christopher Gable: Comte Anton Chilouvsky
- Kenneth Colley: Modeste Txaikovski
- Maureen Pryor: La mare de Nina
- Sabina Maydelle: Sasha Txaikovski
- Andrew Faulds: Davidov
- Bruce Robinson: Alexei Sofronov